# Nucléides présents dans l'environnement
Les nucléides présents dans l'environnement peuvent être regroupés en plusieurs catégories, suivant leur origine : 
- Les nucléides primordiaux, présents sur Terre depuis la formation de celle-ci il y a environ 4,6 milliard d'années, lesquels peuvent eux-mêmes être séparés en deux groupes :
  - Les 254 nucléides stables, dont la radioactivité est inexistante ou n'a pas encore été détectée : tous les isotopes stables connus ont été retrouvés sur Terre.
  - Les isotopes instables à longue demi-vie, dont on a détecté la radioactivité : on en connaît de façon certaine 32 dans l'environnement, on en soupçonne deux de plus (le samarium 146 et le plutonium 244 ont des demi-vie de respectivement 100 millions et 80 millions d'années)
- Les nucléides radiogéniques, issus de la désintégration de nucléides primordiaux : on en connaît un peu plus d'une quarantaine (parmi les isotopes radioactifs), la plupart isotopes d'éléments lourds présents dans les chaînes de désintégration du thorium 232, de l'uranium 238 et de l'uranium 235. Ceux à demi-vie courte (isotopes de l'astate, du polonium, du radon...) ne sont présents qu'en quantités infimes sur Terre (de l'ordre de quelques grammes à un instant donné pour l'astate, par exemple), et ne sont décelables que par leur radioactivité. Ceux à demi-vie plus longue (radium 226, uranium 234...) sont généralement quantifiables dans la croûte terrestre par des méthodes de séparation physiques ou chimiques.
- Les nucléides cosmogéniques, issus de la spallation des rayons cosmiques. Le plus connu est le carbone 14, issu de la spallation de l'azote atmosphérique et à l'origine de la méthode de datation radiométrique au carbone 14.
- Les nucléides artificiels, ou synthétiques. Ceux ayant une demi-vie courte ne "survivent" pas assez longtemps hors de leur lieu de synthèse pour contaminer l'environnement, mais plusieurs autres, notamment le césium 137 ou le strontium 90, ont des demi-vie assez longue (plusieurs décennies). On les retrouve dans l'environnement en raison de la contamination de celui-ci : 
  - Par les retombées radioactives dues aux bombes atomiques et aux essais nucléaires ayant eu lieu dans l'atmosphère entre 1945 et 1980,
  - Lors d'incidents ou accidents s'étant produits dans des centrales nucléaires ou des centres de retraitement des déchets nucléaires. Les plus graves et les plus connus de ces accidents sont les catastrophes de Tchernobyl et de Fukushima.
  - Par des rejets contrôlés des industries nucléaires.

Un nucléide peut appartenir à plusieurs de ces catégories : il peut être par exemple à la fois primordial et radiogénique (comme le plomb 208, isotope stable donc primordial, mais dont la majorité des atomes sur Terre est issue de la désintégration du thorium 232, ou l'argon 40, lui aussi stable mais issu à plus de 99 % de la désintégration du potassium 40), ou cosmogénique et artificiel (comme l'iode 129, que l'on peut trouver en traces infimes comme isotope cosmogénique dans l'environnement, mais surtout produit de fission dont l'essentiel est issu de contaminations à la suite d'essais ou d'accidents nucléaires).

## Liste
| Élément      | Z  | Isotopes primordiaux (dont instables)                                | Radioisotopes non primordiaux                   | Radioisotopes non primordiaux |
| Élément      | Z  | Isotopes primordiaux (dont instables)                                | Isotopes                                        | Origine                       |
| ------------ | -- | -------------------------------------------------------------------- | ----------------------------------------------- | ----------------------------- |
| Hydrogène    | 1  | 1H, 2H                                                               | 3H                                              | Cosmogénique et artificielle  |
| Hélium       | 2  | 3He, 4He                                                             |                                                 |                               |
| Lithium      | 3  | 6Li, 7Li                                                             |                                                 |                               |
| Béryllium    | 4  | 9Be                                                                  | 7Be, 10Be                                       | Cosmogénique                  |
| Bore         | 5  | 10B, 11B                                                             |                                                 |                               |
| Carbone      | 6  | 12C, 13C                                                             | 11C, 14C                                        | Cosmogénique et artificielle  |
| Azote        | 7  | 14N, 15N                                                             |                                                 |                               |
| Oxygène      | 8  | 16O, 17O, 18O                                                        |                                                 |                               |
| Fluor        | 9  | 19F                                                                  | 18F                                             | Cosmogénique                  |
| Néon         | 10 | 20Ne, 21Ne, 22Ne                                                     | 24Ne, 25Ne, 26Ne                                | Radiogénique                  |
| Sodium       | 11 | 23Na                                                                 | 22Na, 24Na                                      | Cosmogénique                  |
| Magnésium    | 12 | 24Mg, 25Mg, 26Mg                                                     | 28Mg                                            | Cosmogénique                  |
| Aluminium    | 13 | 27Al                                                                 | 26Al                                            | Cosmogénique                  |
| Silicium     | 14 | 28Si, 29Si, 30Si                                                     | 31Si, 32Si                                      | Cosmogénique                  |
| Phosphore    | 15 | 31P                                                                  | 32P                                             | Cosmogénique                  |
| Soufre       | 16 | 32S, 33S, 34S, 36S                                                   | 35S                                             | Cosmogénique                  |
| Chlore       | 17 | 35Cl, 37Cl                                                           | 34mCl, 36Cl, 38Cl, 39Cl                         | Cosmogénique et artificielle  |
| Argon        | 18 | 36Ar, 38Ar, 40Ar                                                     | 37Ar, 39Ar, 41Ar                                | Cosmogénique                  |
| Potassium    | 19 | 39K, 40K, 41K                                                        |                                                 |                               |
| Calcium      | 20 | 40Ca, 42Ca, 43Ca, 44Ca, 46Ca, 48Ca                                   | 41Ca                                            | Cosmogénique                  |
| Scandium     | 21 | 45Sc                                                                 | 48Sc (?)                                        | Radiogénique (issu de 48Ca)   |
| Titane       | 22 | 46Ti, 47Ti, 48Ti, 49Ti, 50Ti                                         |                                                 |                               |
| Vanadium     | 23 | 50V, 51V                                                             |                                                 |                               |
| Chrome       | 24 | 50Cr, 52Cr, 53Cr, 54Cr                                               |                                                 |                               |
| Manganèse    | 25 | 55Mn                                                                 | 53Mn                                            | Cosmogénique                  |
| Fer          | 26 | 54Fe, 56Fe, 57Fe, 58Fe                                               |                                                 |                               |
| Cobalt       | 27 | 59Co                                                                 | 60Co                                            | Artificielle                  |
| Nickel       | 28 | 58Ni, 60Ni, 61Ni, 62Ni, 64Ni                                         |                                                 |                               |
| Cuivre       | 29 | 63Cu, 65Cu                                                           |                                                 |                               |
| Zinc         | 30 | 64Zn, 66Zn, 67Zn, 68Zn, 70Zn                                         |                                                 |                               |
| Gallium      | 31 | 69Ga, 71Ga                                                           |                                                 |                               |
| Germanium    | 32 | 70Ge, 72Ge, 73Ge, 74Ge, 76Ge                                         |                                                 |                               |
| Arsenic      | 33 | 75As                                                                 |                                                 |                               |
| Sélénium     | 34 | 74Se, 76Se, 77Se, 78Se, 80Se, 82Se                                   |                                                 |                               |
| Brome        | 35 | 79Br, 81Br                                                           |                                                 |                               |
| Krypton      | 36 | 78Kr, 80Kr, 82Kr, 83Kr, 84Kr, 86Kr                                   | 81Kr, 85Kr                                      | Cosmogénique et artificielle  |
| Rubidium     | 37 | 85Rb, 87Rb                                                           |                                                 |                               |
| Strontium    | 38 | 84Sr, 86Sr, 87Sr, 88Sr                                               | 90Sr                                            | Artificielle                  |
| Yttrium      | 39 | 89Y                                                                  |                                                 |                               |
| Zirconium    | 40 | 90Zr, 91Zr, 92Zr, 94Zr, 96Zr                                         |                                                 |                               |
| Niobium      | 41 | 93Nb                                                                 |                                                 |                               |
| Molybdène    | 42 | 92Mo, 94Mo, 95Mo, 96Mo, 97Mo, 98Mo, 100Mo                            |                                                 |                               |
| Technétium   | 43 |                                                                      | 99Tc                                            | Artificielle                  |
| Ruthénium    | 44 | 96Ru, 98Ru, 99Ru, 100Ru, 101Ru, 102Ru, 104Ru                         |                                                 |                               |
| Rhodium      | 45 | 103Rh                                                                |                                                 |                               |
| Palladium    | 46 | 102Pd, 104Pd, 105Pd, 106Pd, 108Pd, 110Pd                             |                                                 |                               |
| Argent       | 47 | 107Ag, 109Ag                                                         |                                                 |                               |
| Cadmium      | 48 | 106Cd, 108Cd, 110Cd, 111Cd, 112Cd, 113Cd, 114Cd, 116Cd               |                                                 |                               |
| Indium       | 49 | 113In, 115In                                                         |                                                 |                               |
| Étain        | 50 | 112Sn, 114Sn, 115Sn, 116Sn, 117Sn, 118Sn, 119Sn, 120Sn, 122Sn, 124Sn |                                                 |                               |
| Antimoine    | 51 | 121Sb, 123Sb                                                         |                                                 |                               |
| Tellure      | 52 | 120Te, 122Te, 123Te, 124Te, 125Te, 126Te, 128Te, 130Te               |                                                 |                               |
| Iode         | 53 | 127I                                                                 | 129I, 131I                                      | Cosmogénique et artificielle  |
| Xénon        | 54 | 124Xe, 126Xe, 128Xe, 129Xe, 130Xe, 131Xe, 132Xe, 134Xe, 136Xe        |                                                 |                               |
| Césium       | 55 | 133Cs                                                                | 137Cs                                           | Artificielle                  |
| Baryum       | 56 | 130Ba, 132Ba, 134Ba, 135Ba, 136Ba, 137Ba, 138Ba                      |                                                 |                               |
| Lanthane     | 57 | 138La, 139La                                                         |                                                 |                               |
| Cérium       | 58 | 136Ce, 138Ce, 140Ce, 142Ce                                           |                                                 |                               |
| Praséodyme   | 59 | 141Pr                                                                |                                                 |                               |
| Néodyme      | 60 | 142Nd, 143Nd, 144Nd, 145Nd, 146Nd, 148Nd, 150Nd                      |                                                 |                               |
| Prométhium   | 61 |                                                                      | 147Pm                                           | Radiogénique et artificiel    |
| Samarium     | 62 | 144Sm, 146Sm (?), 147Sm, 148Sm, 149Sm, 150Sm, 152Sm, 154Sm           |                                                 |                               |
| Europium     | 63 | 151Eu, 153Eu                                                         |                                                 |                               |
| Gadolinium   | 64 | 152Gd, 154Gd, 155Gd, 156Gd, 157Gd, 158Gd, 160Gd                      |                                                 |                               |
| Terbium      | 65 | 159Tb                                                                |                                                 |                               |
| Dysprosium   | 66 | 156Dy, 158Dy, 160Dy, 161Dy, 162Dy, 163Dy, 164Dy                      |                                                 |                               |
| Holmium      | 67 | 165Ho                                                                |                                                 |                               |
| Erbium       | 68 | 162Er, 164Er, 166Er, 167Er, 168Er, 170Er                             |                                                 |                               |
| Thulium      | 69 | 169Tm                                                                |                                                 |                               |
| Ytterbium    | 70 | 168Yb, 170Yb, 171Yb, 172Yb, 173Yb, 174Yb, 176Yb                      | 182Yb (?)                                       | Radiogénique (issu de 232Th)  |
| Lutécium     | 71 | 175Lu, 176Lu                                                         |                                                 |                               |
| Hafnium      | 72 | 174Hf, 176Hf, 177Hf, 178Hf, 179Hf, 180Hf                             |                                                 |                               |
| Tantale      | 73 | 180mTa, 181Ta                                                        |                                                 |                               |
| Tungstène    | 74 | 180W, 182W, 183W, 184W, 186W                                         |                                                 |                               |
| Rhénium      | 75 | 185Re, 187Re                                                         |                                                 |                               |
| Osmium       | 76 | 184Os, 186Os, 187Os, 188Os, 189Os, 190Os, 192Os                      |                                                 |                               |
| Iridium      | 77 | 191Ir, 193Ir                                                         |                                                 |                               |
| Platine      | 78 | 190Pt,192Pt, 194Pt, 195Pt, 196Pt, 198Pt                              |                                                 |                               |
| Or           | 79 | 197Au                                                                |                                                 |                               |
| Mercure      | 80 | 196Hg, 198Hg, 199Hg, 200Hg, 201Hg, 202Hg, 204Hg                      |                                                 |                               |
| Thallium     | 81 | 203Tl, 205Tl                                                         | 206Tl, 210Tl, 207Tl, 208Tl                      | Radiogénique                  |
| Plomb        | 82 | 204Pb, 206Pb, 207Pb, 208Pb                                           | 210Pb, 211Pb, 212Pb, 214Pb                      | Radiogénique                  |
| Bismuth      | 83 | 209Bi                                                                | 210Bi, 211Bi, 212Bi, 214Bi                      | Radiogénique                  |
| Polonium     | 84 |                                                                      | 210Po, 211Po, 212Po, 214Po, 215Po, 216Po, 218Po | Radiogénique                  |
| Astate       | 85 |                                                                      | 215At, 218At, 219At                             | Radiogénique                  |
| Radon        | 86 |                                                                      | 218Rn, 219Rn, 220Rn, 222Rn                      | Radiogénique                  |
| Francium     | 87 |                                                                      | 223Fr                                           | Radiogénique                  |
| Radium       | 88 |                                                                      | 223Ra, 224Ra, 226Ra, 228Ra                      | Radiogénique                  |
| Actinium     | 89 |                                                                      | 227Ac, 228Ac                                    | Radiogénique                  |
| Thorium      | 90 | 232Th                                                                | 227Th, 228Th, 230Th, 231Th, 234Th               | Radiogénique                  |
| Protactinium | 91 |                                                                      | 231Pa, 234Pa,                                   | Radiogénique                  |
| Uranium      | 92 | 235U, 238U                                                           | 234U                                            | Radiogénique                  |
| Neptunium    | 93 |                                                                      | 237Np                                           | Artificielle                  |
| Plutonium    | 94 | 244Pu (?)                                                            | 238Pu, 239Pu, 240Pu, 241Pu                      | Artificielle                  |
| Américium    | 95 |                                                                      | 241Am                                           | Artificielle                  |

Notes : 
- Si un nucléide est primordial, il n'est pas répété parmi la liste des nucléides radiogéniques, cosmogéniques ou artificiels, même s'il peut être également issu de l'une de ces voies.
- Certains nucléides sont indiqués comme artificiels (par généralisation) si on ne les retrouve naturellement dans l'environnement que sur le site du réacteur nucléaire naturel d'Oklo.
- Certains isotopes sont probablement présents dans l'environnement, mais n'y ont pour l'instant jamais été observés avec certitude car présents en trop faibles quantités, ils sont indiqués avec (?).
- Certains isotopes (par exemple 26Ne) ont des demi-vies si brèves (une fraction de seconde) que l'on ne peut les trouver dans l'environnement, même si on sait qu'ils s'y trouvent ce n'est que de la manière la plus fugace.
- On peut constater une alternance entre Z pair, éléments avec plusieurs isotopes stables ou quasi stables, et Z impair, éléments avec peu ou pas d'isotopes stables : cette structure s'explique mieux en considérant tous les nucléides selon leur place dans la Vallée de stabilité.

## Nucléides primordiaux
Les nucléides primordiaux, issus (à l'exception de l'hydrogène) de la nucléosynthèse stellaire, sont présents sur Terre depuis la formation de celle-ci, et sont soit stables, soit instables mais avec une demi-vie assez longue pour avoir survécu depuis. Leur radioactivité est soit absente, soit très faible (et dans de nombreux cas difficilement détectable). Seuls neuf nucléides radioactifs avec une demi-vie inférieure à dix fois l'âge de l'univers ont été détectés avec certitude sur Terre : par ordre de demi-vie décroissante (et donc radioactivité croissante), il s'agit de 147Sm, 138La, 87Rb, 187Re, 176Lu, 232Th, 238U, 40K et 235U. Les isotopes du thorium et de l'uranium sont à la tête des chaînes de désintégrations majeures sur Terre, et donc responsables de la présence d'une quarantaine d'autres nucléides, ceux-là radiogéniques et nettement plus radioactifs. On soupçonne qu'il sera possible, avec les progrès de la chimie analytique, de détecter le 146Sm (demi-vie d'environ 100 millions d'années), et la détection du 244Pu a été annoncée dans les années 1970, mais depuis remise en question.  

## Nucléides radiogéniques
Les nucléides radiogéniques sont issus des désintégrations radioactives d'autres nucléides, en premier lieu les nucléides primordiaux. Ils peuvent être stables (comme l'argon 40, descendant du potassium 40), ou eux-mêmes radioactifs. Presque tous les isotopes radioactifs des éléments lourds (Z = 81, Thallium, à Z = 92, Uranium), sont d'origine radiogénique (les exceptions sont les quatre radioisotopes primordiaux des éléments bismuth, thorium et uranium). Par ailleurs trois des quatre isotopes stables du plomb et l'un des deux isotopes stables du thallium sont également issus des chaînes de désintégration.
Quelques rares nucléides radiogéniques ne sont pas isotopes d'éléments lourds et/ou pas issus d'une chaîne de désintégration du thorium ou de l'uranium : 
- Le prométhium 147 est issu de la désintégration de l'europium 151 ; celui-ci ayant une très longue demi-vie - un milliard de fois l'âge de la Terre -  son produit de désintégration est très rare, d'autant qu'il a lui-même une demi-vie d'à peine 30 mois.
- Le scandium 48 est issu de la désintégration du calcium 48 : non seulement le calcium 48 a une demi-vie encore plus longue que l'europium 151, mais son produit de désintégration a une demi-vie de moins de 2 jours.

On sait que ces nucléides doivent être présents dans la nature puisque leur isotope parent, dont on connaît le mode de désintégration, s'y trouve, mais on ne les y a jamais détectés.

## Nucléides cosmogéniques
Les nucléides cosmogéniques sont issus de l'interaction des rayons cosmiques avec les nucléides terrestres. Ils sont tous présents à l'état de faibles traces, mais peuvent avoir une importance non négligeable, comme en témoigne l'utilisation du carbone 14 (présent dans l'environnement à hauteur d'à peine un ou deux atomes de 14C pour 1012 atomes de 12C) dans la datation des restes d'origine biologique.

## Nucléides artificiels
Les nucléides artificiels sont essentiellement produits en laboratoire ou issus de l'industrie du nucléaire. La plupart ont des périodes radioactives très courtes, mais les rares nucléides artificiels à demi-vie longue produits en quantité par l'industrie nucléaire sont susceptibles de contaminer l'environnement. Il y a 13 isotopes dans cette catégorie, que l'on peut diviser en deux groupes : 
- demi-vie longue (supérieure à un siècle), par ordre d'abondance décroissante : 135Cs, 93Zr, 99Tc, 129I, 107Pd, 126Sn, 79Se ;
- demi-vie moyenne (entre 10 et 100 ans), par ordre d'abondance décroissante : 137Cs, 90Sr, 85Kr, 151Sm, 121mSn, 113mCd. Le premier, le césium 137, est de loin le plus important marqueur des contaminations environnementales accidentelles comme celles de Tchernobyl ou Fukushima[7].

Outre les rejets issus de l'industrie du nucléaire, la plus importante source de contamination vient des essais nucléaires réalisés dans l'atmosphère entre 1945 et 1980. C'est notamment la source presque exclusive des radioisotopes transuraniens dans l'environnement : isotopes du plutonium et américium 241. C'est également la cause du pic de chlore 36 dans les années 1950 utilisé dans le suivi des eaux souterraines. Il y a également quelques rejets de radioisotopes à vie courte utilisés dans le domaine médical, notamment l'iode 131, mais ces contaminations de l'environnement ne sont, par nature, pas persistantes.
Certains nucléides sont généralement considérés comme artificiels, car issus de réactions de fission typiques des réacteurs nucléaires, néanmoins on peut en trouver quelques traces naturellement présentes sur le site du réacteur nucléaire naturel d'Oklo (c'est notamment le cas des seuls isotopes naturels des éléments technétium et prométhium).